# Arcade Party Pak
Arcade Party Pak est une compilation de six titres d'arcade Atari, Midway, et Williams (le premier et le dernier dirigé par Midway) : 720°, Klax, Rampage, Smash TV, Super Sprint, et Toobin'. Tous sont présentés dans leur format d'arcade d'origine (Toobin contenant une bande son remixée), et chaque jeu comprend des clips tournés chez les développeurs. Elle est publiée sur console PlayStation et Microsoft Windows en 1999.

## Développement
Au début de 2000, des rumeurs circulent selon lesquelles Midway pourrait adapter la compilation sur console Dreamcast. Il n'en sera rien. Une version 12 CD était également annoncée  à la-mi 1999 selon IGN qui contiendrait un premier disque avec  Gorf (1981), Rampage (1986), Satan's Hollow (1982), Smash TV (1990), Two Tigers (1984), et Wizard of Wor (1980), et un deuxième avec 720° (1986), APB: All Points Bulletin (1987), Gauntlet II (1986), Kalx (1989), Super Sprint (1986)  et Toobin' (1988).

## Accueil
Arcade Party Pak est bien accueilli par l'ensemble de la presse spécialisée. MobyGames compte une moyenne générale de 68 %, basée sur 8 critiques. GameSpot lui attribue une note de 74 sur 100.